# Bara himlen ser på
Bara himlen ser på är en svensk pop-låt, skriven och ursprungligen framförd av artisten Eric Gadd år 1989.
Olle Ljungström tolkade låten år 1995 på sitt tredje soloalbum Tack, och låten släpptes även som singel december samma år.
Med på Ljungströms singel fanns även låten "Bambi", som också fanns med på Tack-albumet.

## Låtlista
Spår 1 av Eric Gadd, spår 2 av Olle Ljungström/Heinz Liljedahl.
1. "Bara himlen ser på" (5:12)
2. "Bambi" (4:10)